# ويت ريدج (كولورادو)
ويت ريدج (بالإنجليزية: Wheat Ridge, Colorado)‏ هي مدينة تقع في الولايات المتحدة في . يقدر عدد سكانها بـ 30,166 نسمة .

## التركيبة السكانية
حدّد مكتب تعداد الولايات المتحدة بيانات التركيبة السكانية لويت ريدج في تعداد الولايات المتحدة. في ما يلي، التركيبة السكانية حسب تعدادي 2000 و2010.

### تعداد عام 2000
بلغ عدد سكان ويت ريدج 32,913 نسمة بحسب تعداد عام 2000، وبلغ عدد الأسر 14,559 أسرة وعدد العائلات 8,311 عائلة مقيمة في المدينة. في حين سجلت الكثافة السكانية 1,326.1 نسمة لكل كيلومتر مربع (3,434.6/ميل2). وبلغ عدد الوحدات السكنية 14,931 وحدة بمتوسط كثافة قدره 601.6 لكل كيلومتر مربع (1,558.1/ميل2).
وتوزع التركيب العرقي للمدينة بنسبة 89.21% من البيض و0.84% من الأمريكيين الأفارقة و0.94% من الأمريكيين الأصليين و1.37% من الأمريكيين ذوي الأصول الآسيوية و0.12% من سكان جزر المحيط الهادئ و4.99% من الأعراق الأخرى و2.55% من عرقين مختلطين أو أكثر و13.47% من الهسبانيون أو اللاتينيون من أي عرق.
بلغ عدد الأسر 14,559 أسرة كانت نسبة 27.2% منها لديها أطفال تحت سن الثامنة عشر تعيش معهم، وبلغت نسبة الأزواج القاطنين مع بعضهم البعض 41.4% من أصل المجموع الكلي للأسر، ونسبة 11.4% من الأسر كان لديها معيلات من الإناث دون وجود شريك، بينما كانت نسبة 4.3% من الأسر لديها معيلون من الذكور دون وجود شريكة وكانت نسبة 42.9% من غير العائلات. تألفت نسبة 35.4% من أصل جميع الأسر من عدة أفراد يعيشون في نفس المنزل ونسبة 13.7% كانت تتألف من شخص يعيش بمفرده يبلغ من العمر 65 عاماً أو أكثر. وبلغ متوسط حجم الأسرة المعيشية 2.20، أما متوسط حجم العائلات فبلغ 2.85.
بلغ العمر الوسطي للسكان 40.0 عاماً. وكانت نسبة 21.2% من القاطنين تحت سن الثامنة عشر، وكانت نسبة 7.6% بين الثامنة عشر والرابعة والعشرين عاماً، ونسبة 29% كانت واقعةً في الفئة العمرية ما بين الخامسة والعشرين والرابعة والأربعين عاماً، ونسبة 22.7% كانت ما بين الخامسة والأربعين والرابعة والستين، ونسبة 17% كانت ضمن فئة الخامسة والستين عاماً فما فوق. يوجد لكل 100 أنثى 91.2 ذكر، ويوجد لكل 100 أنثى في الثامنة عشر من عمرها فما فوق 88.2 ذكر.
بلغ متوسط دخل الأسرة في المدينة 38,983 دولارًا، أما متوسط دخل العائلة فبلغ 47,512 دولارًا. وكان متوسط دخل الذكور 36,711 دولارًا مقابل 28,370 دولارًا للإناث. وسجل دخل الفرد الخاص بالمدينة 22,636 دولارًا. وكانت نسبة 5.9% من العائلات ونسبة 8.9% من السكان تحت خط الفقر، وكان من هؤلاء نسبة 12% تحت سن الثامنة عشر ونسبة 8.2% في الخامسة والستين من العمر وما فوق.

### تعداد عام 2010
بلغ عدد سكان ويت ريدج 30,166 نسمة بحسب تعداد عام 2010، وبلغ عدد الأسر 13,976 أسرة وعدد العائلات 7,489 عائلة مقيمة في المدينة. في حين سجلت الكثافة السكانية 1,215.4 نسمة لكل كيلومتر مربع (3,147.9/ميل2). وبلغ عدد الوحدات السكنية 14,868 وحدة بمتوسط كثافة قدره 599 لكل كيلومتر مربع (1,551.4/ميل2).
وتوزع التركيب العرقي للمدينة بنسبة 85.57% من البيض و1.17% من الأمريكيين الأفارقة و1.22% من الأمريكيين الأصليين و1.56% من الأمريكيين ذوي الأصول الآسيوية و0.12% من سكان جزر المحيط الهادئ و6.93% من الأعراق الأخرى و3.43% من عرقين مختلطين أو أكثر و20.91% من الهسبانيون أو اللاتينيون من أي عرق.
بلغ عدد الأسر 13,976 أسرة كانت نسبة 23.1% منها لديها أطفال تحت سن الثامنة عشر تعيش معهم، وبلغت نسبة الأزواج القاطنين مع بعضهم البعض 36.5% من أصل المجموع الكلي للأسر، ونسبة 11.6% من الأسر كان لديها معيلات من الإناث دون وجود شريك، بينما كانت نسبة 5.4% من الأسر لديها معيلون من الذكور دون وجود شريكة وكانت نسبة 46.4% من غير العائلات. تألفت نسبة 38.4% من أصل جميع الأسر من عدة أفراد يعيشون في نفس المنزل ونسبة 14.7% كانت تتألف من شخص يعيش بمفرده يبلغ من العمر 65 عاماً أو أكثر. وبلغ متوسط حجم الأسرة المعيشية 2.12، أما متوسط حجم العائلات فبلغ 2.81.
بلغ العمر الوسطي للسكان 43.7 عاماً. وكانت نسبة 18.7% من القاطنين تحت سن الثامنة عشر، وكانت نسبة 7.1% بين الثامنة عشر والرابعة والعشرين عاماً، ونسبة 25.8% كانت واقعةً في الفئة العمرية ما بين الخامسة والعشرين والرابعة والأربعين عاماً، ونسبة 29.8% كانت ما بين الخامسة والأربعين والرابعة والستين، ونسبة 18.6% كانت ضمن فئة الخامسة والستين عاماً فما فوق. وتوزع التركيب الجنسي للسكان بنسبة 48.6% ذكور و51.4% إناث.

## أعلام
- بات فرينك
- ليندا برينيمان
- ماثيو دومينيك
- كيسي مالون
- باري سيمز